# Viol collectif de Steubenville

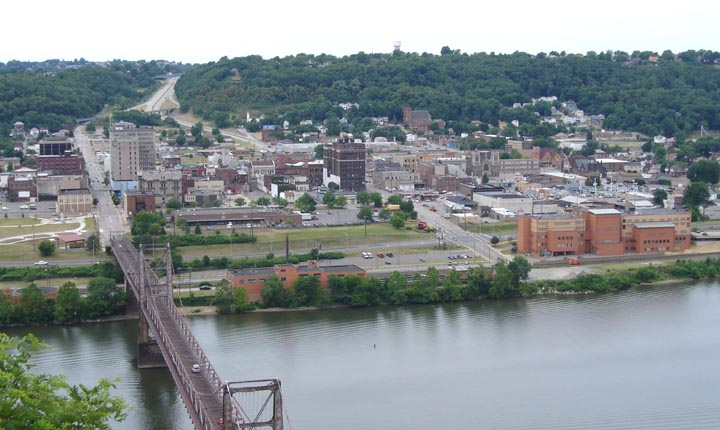
Steubenville

Le viol collectif de Steubenville survient dans la nuit du 11 août 2012 dans une ville de 18 000 habitants, Steubenville, située dans l'Ohio, aux États-Unis. Une lycéenne, ivre et inconsciente, a été sexuellement agressée devant témoins par deux étudiants du lycée de Steubenville, des joueurs de football américain « favoris de leur école et à la carrière prometteuse » selon plusieurs médias. Les deux agresseurs transportent l'adolescente dans différentes fêtes, où elle subit des agressions sexuelles à répétition. Plusieurs personnes enregistrent, puis diffusent les agressions dans les médias sociaux, suscitant des polémiques sur Internet. Fin décembre 2012, un sous-groupe des Anonymous effectue des copies illégales de photos et vidéos prises pendant les faits et menace de les diffuser dans le but de faire accuser d'autres participants aux agressions. De nombreuses personnes accusent l'adolescente d'avoir agi de façon irresponsable, d'autres prennent sa défense. La chaîne CNN, en particulier, a été taxée de complaisance envers les agresseurs dont la future carrière a été tuée dans l'œuf, à la suite de quoi des mouvements de soutien à la jeune fille se constituent. Les deux joueurs, des adolescents de 16 ans, ont été condamnés pour agression sexuelle par un tribunal pour mineurs, qui conclut que l'adolescente, inconsciente, n'a pu consentir à être pénétrée digitalement.